# محمد كمونة
محمد كمونة لاعب كرة قدم مصري في مركز خط الوسط ، لعب لأندية المنصورة والزمالك وحرس الحدود والشمس ، ولعب مع المنتخب الوطني مبارتين في كأس الأمم الأفريقية لكرة القدم 1996 في جنوب أفريقيا.

وحاليًا يقوم بتدريب نادي الحوض والمشرف على الأكاديمية الخاصة للفريق.

## مسيرته الكروية

### بداياته
ولد بطلخا بالدقهلية ، وكانت البداية له في المشوار الرياضي نادي سماد طلخا فكان نقطة الانطلاقة له، ثم انتقل لنادي المنصورة موسم 1992–1993.

### المنصورة
كان مشواره مع المنصورة في غاية الجمال مع مدرب عظيم كابتن حسن مجاهد - رحمه الله - ، ولاعبين على أعلى مستوى، وحققوا مراكز متقدمة من السادس إلى الثالث ودور قبل نهائي في بطولة أفريقيا والخروج من النجم الساحلي ، ثم نهائي كأس مصر مع الأهلي ، وبعد انتهاء عقده مع الفريق لم يجدد للنادي ووقته تعاقد معه الزمالك حيث تم وقته ودفع المال المستحق لي نادي المنصورة وكان يقدر وقتها 200000 جنيه عام 1997.

### الزمالك
حقق طموحه مع الزمالك مع الجيل الذهبي للزمالك وحصل معه على 13 بطولة من دوري وكأس وكاس أفريقيا وكأس سوبر مصري، ويعد كمونة من اللاعبين الذين أحدثوا ضجة حينما انتقل إلى صفوف الزمالك في مطلع الألفية، إلا أنه نال هجومًا حادًا بصحبة خط الدفاع الأبيض عقب الهزيمة من الأهلي بستة أهداف مقابل هدف وحيد، ليضطر إلى مغادرة القلعة البيضاء مبكرًا ويقرر الاعتزال بعد ذلك دون وجود مباراة لتكريمه أو اهتمام من أي شخص.

### اعتزاله
لعب لحرس الحدود موسم واحد ثم موسمين لنادي الشمس، وفي 2006 قرر الاعتزال دون وجود مباراة لتكريمه أو اهتمام من أي شخص.

### مسيرته الدولية
شارك مع المنتخب الوطني في عدد من المباريات في تصفيات كأس الأمم الأفريقية وأيضًا في كأس الأمم الأفريقية لكرة القدم 1996 ، وبعض المباريات الدولية الودية.

## روابط خارجية
- محمد كمونة على موقع قاعدة بيانات كرة القدم.إي يو (الإنجليزية)
- محمد كمونة على موقع ناشيونال فوتبول تيمز (الإنجليزية)

- محمد كمونة